# Needham (Alabama)
Needham é uma cidade  localizada no estado americano do Alabama, no Condado de Choctaw.

## Demografia
Segundo o censo americano de 2000, a sua população era de 97 habitantes.
Em 2006, foi estimada uma população de 90, um decréscimo de 7 (-7.2%).

## Geografia
De acordo com o United States Census Bureau, a localidade tem uma área de 1,5 km², sem área coberta por água.

## Localidades na vizinhança
O diagrama seguinte representa as localidades num raio de 40 km ao redor de Needham.